# 内外切抜通信社
株式会社内外切抜通信社（ないがいきりぬきつうしんしゃ）は、東京都新宿区に本社を置く、メディアモニタリング、広報効果測定、分析をおこなう会社である。

## 概要
1939年（昭和14年）創業。依頼されたテーマに合致する記事を人の目で探してクリッピングしている。
新聞雑誌、WEB、TV、SNSなど様々なメディアからの情報収集・分析を行う。
日本広報学会の学会誌「広報研究」（2013年3月発行 第17号）に「広報効果測定におけるTwitter活用の可能性について」が掲載されている 。

## 沿革
- 1939年（昭和14年）- 「ざつなう社海外研究会」（「内外切抜通信社」の前身）発足。
- 1940年（昭和15年）- 「国際切抜社」に社名を変更。
- 1968年（昭和43年）- 「内外切抜通信社」発足。「パンアジア通信社」が「内外切抜通信社」となる。
- 1972年（昭和47年）- 毎日新聞社と業務提携。
- 1976年（昭和51年）- 「セントラルサービス社」と合併。
- 1994年（平成6年）- 「岩本通信社」の業務を引き継ぐ。
- 1995年（平成7年）- 広告換算業務を開始。
- 2008年（平成8年）- 毎年3月1日を「切抜きの日」[2]として登録。
- 2009年（平成21年）- WEBニュースクリッピング業務を開始。
- 2012年（平成24年）- Twitterクリッピング業務を開始。
- 2016年（平成28年）- 池上彰・佐藤優 著『僕らが毎日やっている最強の読み方』（東洋経済新報社出版）で紹介される。
- 2018年（平成30年）- 『サイゾー』3月号に「創業70年の歴史を持つ「内外切抜通信社」って、どんな企業!?」掲載[3]。
- 2019年（平成31年）-講談師の神田松鯉が社内見学のため来社。同じ年の7月には、神田松鯉のインタビュー記事や社内見学の様子・会社紹介のタイアップ広告を「毎日新聞デジタル」に掲載。

## サービス内容
- 新聞雑誌クリッピング
- WEBニュースクリッピング
- クチコミ（SNS）クリッピング
- 広報効果測定・広告換算・分析
- 食品情報サイト「TABENAVI [たべなび]」の運営

## 加盟団体
- 国際切抜通信社連盟（FIBEP）
- 日本パブリックリレーションズ協会（PRSJ）
- 日本広報学会
- 日本ABC協会